# 瑪麗亞·特蕾莎 (奧地利-托斯卡納)
哈布斯堡-洛林的瑪麗亞·特蕾莎（義大利語：Maria Teresa d’Asburgo-Lorena，1801年3月21日—1855年1月22日）是托斯卡纳大公国的群主和意大利撒丁尼亚王后。
瑪麗亞·特蕾莎的父亲是托斯卡納大公費迪南多三世，母亲是两西西里王国的公主。
1817年，她和撒丁国王卡洛·阿尔贝托结婚。她婚后诞下三个孩子，其中长子是日后的伊曼紐二世。